# 猶太教改革派
猶太教改革派（英語：Reform Judaism），或稱猶太教自由派、猶太教進步派，為猶太教在眾多現代派別中，自认为是最進步的一派。這一派認為信仰須與時並進，並經由自身經驗與理論而得，而非從律法書而來。他們重視個人操守過於禮儀，因此，其宗教表現高度自主，不存著任何權威。律法為人遵從，並非因它由上帝頒佈，乃因它對信仰生活有意義。
位於美國的猶太改革派，世俗化、美國化，注重理性與社會形象，強調猶太教的宗教性，降低其民族色彩，以辛辛那提的希伯來協和學院為其重鎮。
改革運動始於19世紀，代表人物如亞伯拉罕·蓋格爾，認為除一神論與先知教導外，儀式、戒律等等可隨時代改變。改革派不再相信律法書啟示的絕對真確性和約束力。他們希望改變儀文和敬拜，放棄潔淨條例，把希伯來文寫成的禱文譯成本地話，把風琴引進會堂，並縮短儀式的時間。有些改革派的會眾會眾彷效基督教的教會，改為在星期日敬拜，而非以往的星期五晚安息日。　　
到了今天，改革派熱衷跟不同宗教進行對話，包括基督教和伊斯蘭教。在1970年代，他們開始了按立女拉比的運動，最注目的一位莫過於英國的茱利亞·紐伯嘉。

## 外部連結
- 世界進步派猶太教聯盟 （页面存档备份，存于）
- 北美猶太教改革派的官方首頁 （页面存档备份，存于）